# Tierra Colorada (Juan R. Escudero)
Tierra Colorada poblado del estado mexicano de Guerrero, perteneciente a la región Centro de dicha entidad. Es cabecera del municipio de Juan R. Escudero.
Su nombre refiere a su localización sobre una zona de suelos rojos de montañas. Dicha región, albergó en el año de 1849 a una hacienda, propiedad del General Juan N. Álvarez quien la bautizó con el nombre de "Tierra Colorada", teniendo como única referencia a ser uno de los probables primeros pobladores de dicha localidad. Para 1854, se fundaría el pueblo con el nombre que ostenta actualmente.

## Localización y demografía
Se localiza en la porción centro sur del estado de Guerrero, entre la capital del estado Chilpancingo de los Bravo y el puerto de Acapulco, en las coordenadas geográficas 17°10′08″N 99°31′19″O / 17.16889, -99.52194 y a una altitud de 292 metros sobre el nivel del mar. A la ciudad le atraviesa la Carretera Federal 95 que comunica a la Ciudad de México con Acapulco.
Conforme a los resultados del Censo de Población y Vivienda de 2020 realizado por el Instituto Nacional de Estadística y Geografía, la población total de Tierra Colorada es de 12 262 personas, de las que 6337 son mujeres y 5925 son hombres.[cita requerida]